# 音乐考试局列表
音乐考试局是乐器及樂理考试的评审机构，各音乐考试局有不同的考试级别，但大部分都包括由初级至演奏级的音乐考试。
大多数的考试局只供考生在当地应考，少数考试局亦设海外考场方便海外考生考试。英国皇家音乐学院联合委员会为現时最多国际考生的音乐评审机构，每年有超过六十万考生应考，其中约90％考生来自香港，其餘10％是來自世界各地及英國本土的考生。

## 英國
- 英国皇家音乐学院联合委员会
- 倫敦聖三一學院
- 倫敦音樂學院
- 倫敦國家音樂與藝術學院
- 流行音樂學院
- 音樂教師委員會
- 維多利亞音樂學院
- 國際音樂家學院

## 愛爾蘭共和國
- 愛爾蘭皇家音樂學院
- 都柏林理工大學音樂學院

## 奧地利
- 维也纳音乐考试局

## 南非
- 南非大學

## 澳洲
- 澳洲聯邦音樂考試局
- 澳洲音樂與演講公會
- 康柏爾音樂考試
- 聖克拉拉音樂考試

## 新西蘭
- 新西兰音乐考试局

## 澳洲及新西蘭
- 澳紐音樂考試

## 加拿大
- 加拿大皇家音乐学院
- 加拿大音樂學院

## 美國
- 加州音樂檢定
- 美國音樂公會

## 中國
- 中央音樂學院
- 上海音樂學院
- 中國音樂學院
- 星海音樂學院
- 西安音樂學院
- 中國音樂家協會
- 上海音樂家協會
- 中國民族管弦樂學會

## 香港
- 香港中樂團國際中國鼓樂評級試

## 臺灣/日本
- 山葉音樂檢定
- 河合鋼琴檢定

## 臺灣
- 國際鋼琴檢定
- 史坦巴哈音樂級數檢定
- 黃鐘音樂考級檢定
- 中華民國國樂學會考級檢定
- 中華國際爵士鼓能力分級檢定
- 布拉格音樂檢定
- 奧福音樂檢定
- 維也納音樂檢定